# 24p
In der Videoverarbeitung bezeichnet 24p ein Videoformat, das mit 24 Vollbildern pro Sekunde (Hertz) (oder typisch 23,976 Bildern pro Sekunde, wenn auf NTSC basierende Ausrüstung genutzt wird) aufgezeichnet beziehungsweise wiedergegeben wird. Das „p“ steht für den englischen Begriff Progressive Scan.
24p ist das Standardformat für Kinofilme. Es ist bereits in den 1920er Jahren als internationaler Standard bei Filmaufnahme und -projektion festgelegt worden und stellte einen Kompromiss aus Flickerarmut und Filmmaterialkosten dar, zudem kam die Einführung des Tonfilmes hinzu, was zum einen eine konstante Framerate erforderte, damit die Geschwindigkeit des Tons gleich blieb, zum anderen ließ erst eine Framerate von mindestens 24 Bildern pro Sekunde eine akzeptable Tonqualität zu. Um noch sichtbares Flickern zu verringern, verwenden Kinoprojektoren einen Objektivverschluss, der jedes Filmbild während seiner Projektion ein- bis zweimal kurz verdeckt, so dass es zweimal (48 Hertz) oder sogar dreimal (72 Hertz) angezeigt wird.
Im Gegensatz dazu werden Fernsehbilder meist im Interlaced-Verfahren übertragen, was durch die technischen Möglichkeiten bei Verwendung von Röhrenfernsehern begründet war. Auch auf DVD aufgezeichnete Filme werden so wiedergegeben, mit wenigen Ausnahmen bei einigen speziellen Abspielgeräten, die sich am Markt aber nicht durchsetzen konnten.
Mit der Einführung von Blu-ray Disc (und HD DVD) als hochauflösendes System ist eine Möglichkeit vorgesehen worden, Filme in ihrer natürlichen Kadenz mit 24 Bildern pro Sekunde zu speichern. Dies wird z. B. als 1080p/24, d. h. eine Auflösung von 1920 × 1080 Bildpunkten bei 24 fps, bezeichnet. Auf den Verpackungen derart codierter Filme finden sich meist entsprechende Hinweise.
Mit der Fähigkeit zur 24p-Wiedergabe ausgestattete Blu-ray-Spieler können über ein HDMI-Kabel diese Filme direkt an ein Wiedergabegerät (Fernseher oder Videoprojektor) ausgeben. Ob dies geschieht, hängt davon ab, ob das Abspielgerät zur Entgegennahme eines entsprechenden 1080p/24-Signals in der Lage ist und entsprechende, sogenannte EDID-Informationen zur Verbindungskonfiguration an den Abspieler sendet.
Die Weiterverarbeitung des über das HDMI-Kabel eingehenden Bildsignals am Abspielgerät kann unterschiedlich erfolgen, mit unterschiedlichen Auswirkungen auf das angezeigte Bild, speziell bei Bewegungen im Film. Jedes Verfahren hat Vor- und Nachteile.
Der „kinematografischste“ Ansatz besteht in einer Erhöhung der Bildfrequenz wie bei Kinoprojektoren auf 48 oder 72 Bilder pro Sekunde durch zwei- oder dreifaches Hintereinander-Anzeigen jedes Bilds (sogenannter 2:2- oder 3:3-Pulldown).
Ein weiterer Ansatz besteht darin, die ein oder zwei Folgebilder jedes „Originalbilds“ nicht einfach als Wiederholungen anzuzeigen, sondern, basierend auf dem nächsten anzuzeigenden Bild, ein Zwischenbild zu berechnen, um Bewegungen flüssiger darzustellen.
Schließlich gibt es auch Abspielgeräte, die aus dem 24p-Film eine 60-Hz-Abfolge machen, was der normalen Bildfrequenz von Flachbildschirmen entspricht (sogenanntes 3:2-Pulldown, das auch in Fernsehanstalten vor der Aussendung von Filmen verwendet wird).
Um Videoaufnahmen im Rahmen von Kinofilmproduktionen einfach integrieren zu können, sind auch Videokameras entwickelt worden, die in 24p aufnehmen können (z. B. HDCAM). Diesem Trend folgten später Camcorder und digitale Spiegelreflexkameras. Das ab ca. 2008 populär werdende Format AVCHD sieht derartige Formate vor.
Diverse Filmemacher setzen sich für die Ablösung von 24p durch das HFR-Format ein, was kontrovers diskutiert wird.